# Vittoriosa
Vittoriosa (též Birgu) je spolu s městy Senglea a Cospicua součástí legendárního trojměstí, které se rozkládá jižně od Valletty v Jihovýchodním regionu na mořském břehu zálivu Grand Harbour na Maltě. Zde začínají maltské tisícileté dějiny, neboť když v roce 1530 přijeli na Maltu maltézští rytíři, zvolili si právě Vittoriosu dočasně na své hlavní město. Dominantou je kostel Sv. Vavřince, který byl dříve hlavním chrámem řádu. Když maltézští rytíři přesídlili do Valletty, byl tento kostel dán do užívání inkvizici. Před kostelem je umístěno bronzové sousoší Památníku svobody, které je připomínkou roku 1979, kdy opustili Maltu poslední britští vojáci.

## Historie

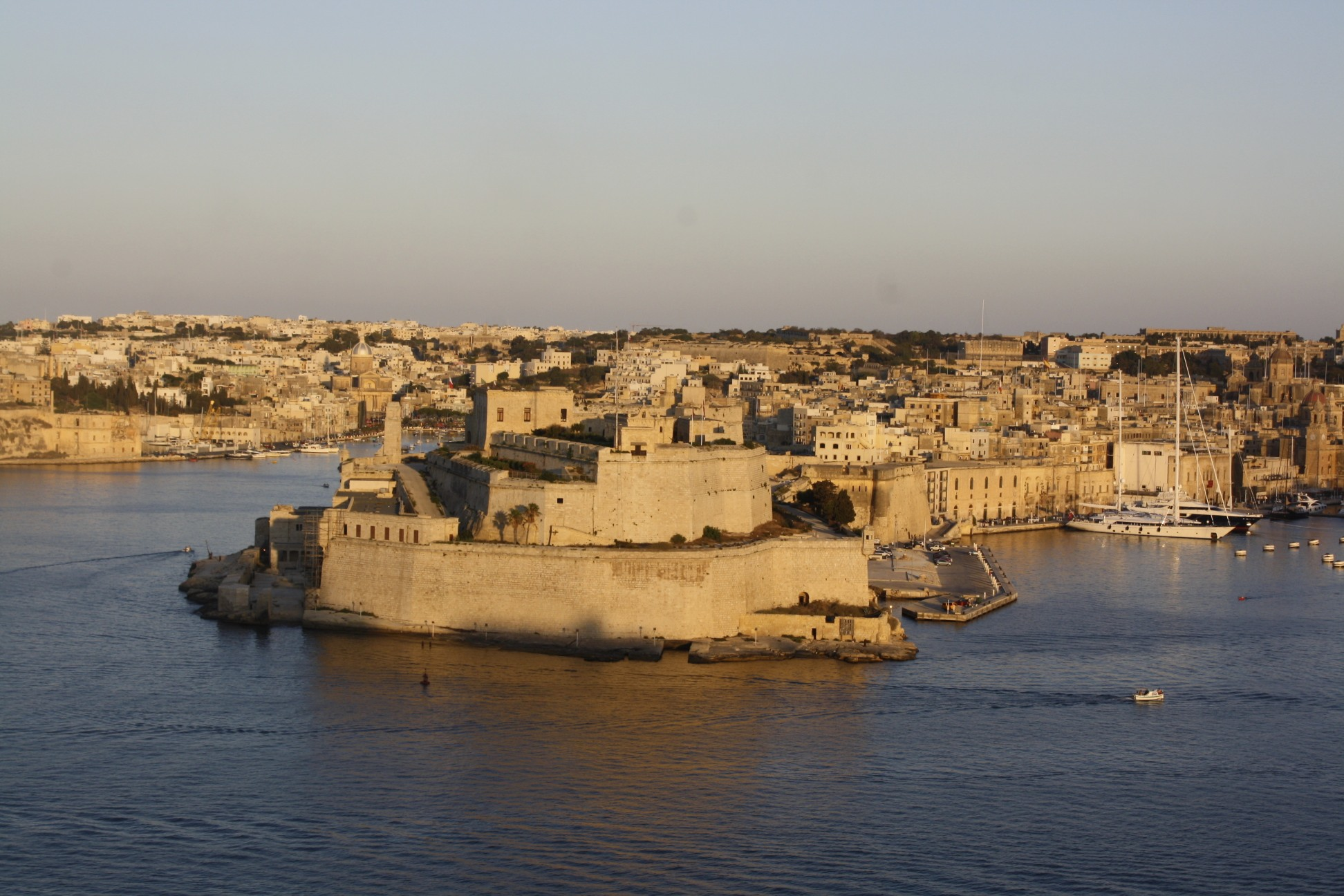
Pevnost Fort Saint Angelo

Féničané, Řekové, Římané, Byzantinci, Arabové, Normané, Maltézští rytíři - ti všichni nějak přispěli k rozvoji města.
Poté, kdy byl v roce 1526 Maltézský řád vyhnán z ostrova Rhodu vojsky Osmanské říše, stala se Malta jejich novým domovem. Tehdy byla Vittoriosa malé bezvýznamné městečko ze starých domů ve špatném stavu. Rytíři se však rozhodli, že namísto starého hlavního města Mdiny, ležícího ve vnitrozemí, vybudují hlavní město na mořském pobřeží, aby se dokázali lépe bránit námořním útokům arabských dobyvatelů. Pro její vhodnou strategickou polohu padla volba právě na Vittoriosu.
Stavba opevnění (hradeb) byla dokončena v roce 1530 a obranyschopnost místa byla dále posilována až do roku 1550 v očekávání útoku ze strany Osmanské říše. To představovalo především stavbu pevnosti Fort St Angelo, velkého opevnění odděleného od města úzkým kanálem s padacím mostem. Tyto stavby sehrály klíčovou roli během Velkého obležení Malty, které trvalo od 18. května do 8. září 1565. Rytíři řádu se přitom dokázali ubránit mnohonásobné přesile a udrželi si maltské souostroví na dalších 233 let.
Poté se však rytíři rozhodli postavit úplně nové hlavní město na hoře Sceberras, město nesoucí název Valletta a v roce 1571 se tato stala maltským hlavním městem. Vittoriosa tím začala ztrácet na důležitosti a významu, ale starou slávu však stále připomíná její jméno, které v italštině znamená vítězné město.
Dne 18. července 1806 došlo k výbuchu ve skladišti střelného prachu, který zničil velkou část města a zabil okolo dvou set osob.